# Marcus Smart

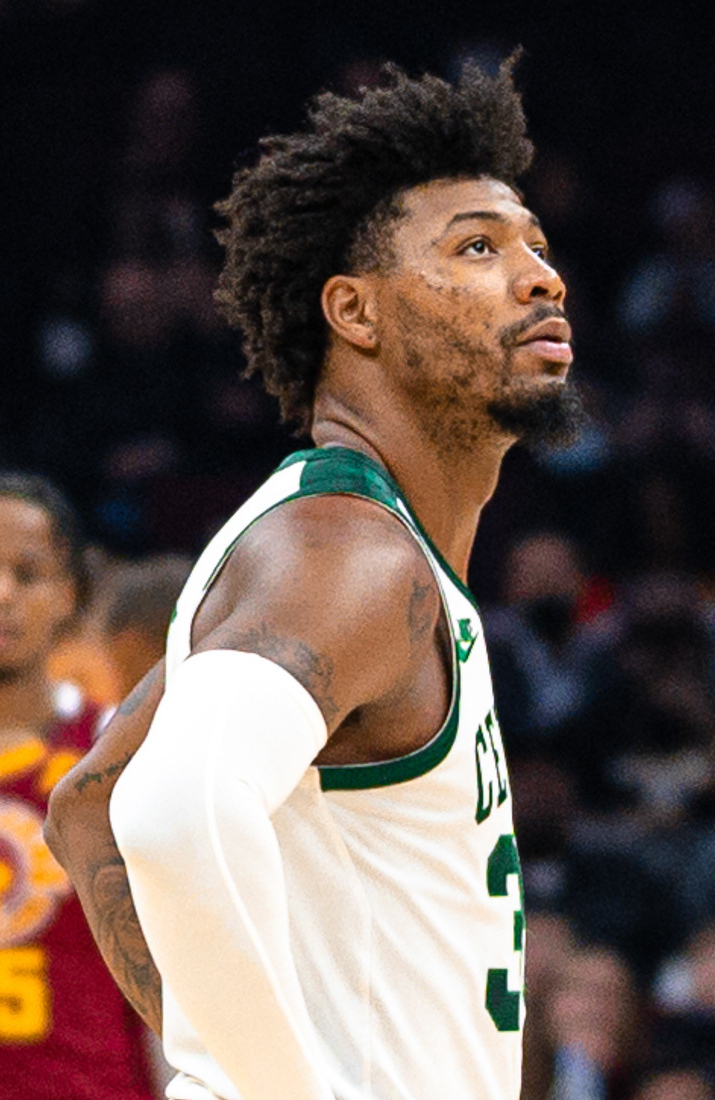
Marcus Smart, 2021.

Marcus Osmond Smart, född 6 mars 1994 i Flower Mound i Texas, är en amerikansk professionell basketspelare (PG/SG) som spelar för Los Angeles Lakers i National Basketball Association (NBA). Han har tidigare spelat för Boston Celtics, Memphis Grizzlies och Washington Wizards.
Smart vann NBA Defensive Player of the Year Award för säsongen 2021–2022.
Han draftades av Boston Celtics i första rundan i 2014 års draft som sjätte spelare totalt.
Innan Smart blev proffs studerade han vid Oklahoma State University och spelade för deras idrottsförening Oklahoma State Cowboys.